# Mittéï
Jean Mariette, noto anche con lo pseudonimo di Mittéï, (Cheratte, 5 giugno 1932 – 16 aprile 2001), è stato uno scrittore e illustratore belga.  Firma i suoi fumetti anche con lo pseudonimo Hao,

## Biografia

### La gioventù
Jean Mariette, noto come Mittéï, è nato il 5 giugno 1932 a Cheratte-Hauteurs. È cresciuto il con il fratello Léon e la sorella Yvonne. Da bambino legge Spirou e si appassiona ai fumetti, mentre la passione per il disegno gli viene da uno zio acquarellista. Diventa membro de Les Amis de Spirou con il nome di Jean Valhardi, e poi del Club Spirou Aviation creato da Jean Doisy, il creatore del personaggio Jean Valhardi. Durante la Seconda guerra mondiale, inventa il seguito del Cristoforo Colombo di Jijé. Diventa allievo del Collège Saint-Hadelin di Visé, dove pubblica il suo primo fumetto, La Splendide Escadrille "Maggie New York", che firma con lo pseudonimo di Jiem, scelto come pronuncia delle sue iniziali dopo Jijé - a cui rende omaggio in questo modo - nel 1945 Uno dei suoi insegnanti, notando le sue capacità grafiche, lo indirizza all'Institut Saint-Luc3 dove prosegue gli studi per otto anni nel 1946 Nel 1952 entra all'Académie des Beaux-Arts de Liège.

### I primi anni
Mittéï si dedica alla pubblicità come grafico e cartellonista. Lavorando con Albert Fromenteau presso lo studio di cartoni animati ATP, apprende le tecniche di animazione e realizza due cortometraggi pubblicitari: Taxis Melchior e Pâquerette et le corbeau. In seguito si dedica ai fumetti. Mittéï crea le sue prime serie: John Camel nel 1949 (un detective privato che nel 1950 diventerà Bobby Duval con lo pseudonimo di Jiem), Kristophe KolonNota e le strisce senza parole di Colin e Colas tra il 1950 e il 1955 per settimanali locali come L'Écho de Waremme e Le Bulletin notarial de Verviers.

### L'autore

#### Anni '50
Mittéï lavora presso lo studio Atgil del disegnatore Charles Gilbert, creatore del giornale a fumetti Grand-Cœur di Liegi. All'inizio degli anni Cinquanta, Mittéï disegna Le Rapin de Pâques per Petits Belges. Nel 1954 pubblica la sua prima storia a colori, Le Sorcier de Bonne Montagne, per lo stesso giornale. Si sposa nel dicembre 1954 Viene chiamato al servizio militare nel febbraio 1955 Pubblica il suo fumetto incompiuto La Course au timbre nei primi cinque numeri del Journal de Paddy nel 1955.
Per Tintin disegna la prima avventura di Rouly-la-Brise, una storia di media lunghezza di 30 tavole su sceneggiatura di Michel Greg nel 1959. L'albo viene pubblicato da Bédéscope nel 1984.

#### Vignettista a Le Soir
Mittéï viene smobilitato dal servizio militare nel luglio 1956. Dopo aver disegnato alcune strisce verticali nel 1956 per il quotidiano di Bruxelles Le Soir e per un giornale fiammingo del nord del Paese, De Standaard, disegnò la vita di Paul Cézanne in 12 tavole, la cui storia fu pubblicata a gruppi di 4 riquadri al giorno su Le Soir nel settembre 1957, oltre a un centinaio di altre biografie. In seguito svolse diversi lavori, tra cui il vetrinista e il musicista.

#### Decoratore
Mittéï incontra Michel Greg ed entra a far parte del suo studio nel 1958, assistendolo in Luc Junior a La Libre Junior disegnando le scenografie6. È l'inizio di quella che diventerà la sua specialità. Lavora poi per Dino Attanasio su L'Oiseau de Feu, un'avventura di Bob Morane (Marabout, 1960) e una breve storia di spaghetti in Tintin, per Tibet (su Globul nel 1959, Le Club des "Peur-de-rien" per Junior, il supplemento di Chez Nous). Entra nello studio Tintin dove, sotto la supervisione di Will, è responsabile dell'impaginazione del Journal Tintin, realizzando copertine e illustrazioni, in particolare per le rubriche Tintin-Mondial (1959) e Tintin-Auto (dal 1960 al 1968) scritte da Philippe de Barsy. Contemporaneamente, lavora per l'agenzia pubblicitaria Publiart, pubblicando strisce, illustrazioni e tavole di Tintin, oltre a lavorare part-time per Belvision all'adattamento a cartoni animati della serie Chlorophylle di Raymond Macherot. Sempre per Tibet, disegna le scenografie dei primi sette albi di Ric Hochet, pubblicati su Tintin tra il 1961 e il 1967. Per Greg ha disegnato le scenografie di Le Jeu des cinq As 22, la prima storia della serie Les As, apparsa su Vaillant nel 1963-1964
Per la serie Line di Paul Cuvelier, sceneggiata da Greg, Mittéï disegna le automobili e gli aerei, pre-pubblicati in Tintin e pubblicati da Lombard. Nel 1967 assiste Francis Bertrand per un episodio della serie Jacky et Célestin pubblicato su Le Soir3. Nel 1968 assiste Édouard Aidans per l'episodio Les Pirates de la brousse19 della serie Les Franval, pubblicato nella collana "Jeune Europe" di Le Lombard nel 1969.

#### Gli anni '60 a Le Lombard
Per la rivista Line, la controparte femminile di Tintin, ha creato la serie umoristica Nane et Mitsou, sorelle gemelle, per la quale ha pubblicato almeno cinquanta strisce gag tra il 1960 e il 1963. Disegna Le Bolide d'argent su sceneggiatura di Greg nel 1960, pubblicato su La Libre junior, supplemento del quotidiano La Libre Belgique e pubblicato da Bédésup nel 1981. Nel 1960 Mittéï intraprende quella che diventerà la sua serie più lunga per Tintin: L'Indésirable Désiré, un musicien éternel étourdi (L'Indesiderabile Désiré, un musicista eternamente eccitato), che si svolgeva sotto forma di gag o di storie di media lunghezza. Mittéï continuò questa serie fino al 1974, con gli albi di media lunghezza pubblicati nella raccolta "Une histoire du journal Tintin" di Le Lombard per i primi due volumi (1969-1970) e nella raccolta "Vedette" (1971-1974) per altri due volumi, prima di essere pubblicati integralmente in 6 volumi da Le Coffre à BD dal 2011 al 2015. Il personaggio è stato utilizzato anche in diverse campagne pubblicitarie per le barrette di cioccolato Milky Way dal 1965 al 1967. Sulla base di una sceneggiatura di Greg, ha disegnato una storia di media lunghezza di 30 tavole, Les Chevaliers de Muzardon, annunciata nel numero 1, iniziata nel numero 2 e terminata nel numero 16 del 1961 di Tintin. Sempre su sceneggiatura di Greg, disegna una storia di 24 pagine intitolata La Maison Forester per la rivista pubblicitaria Corso café. nel 1962 e incluso nell'album pubblicato da Bédésup nel 19813. Nel 1962 ha condotto Les 3 A, una nuova serie sullo scouting, con Tibet e André-Paul Duchâteau. I primi sette album sono stati pubblicati dalle Éditions du Lombard (1966-1977), poi l'ottavo è stato pubblicato da Bédéscope nel 1979 prima di essere ristampato da BD Must nel 2016. Tra il 1965 e il 1969, ha scritto otto episodi di Prudence Petitpas per Maurice Maréchal1, gli ultimi due apparsi in Tintin Sélection (2 album, Le Lombard, 1967-1968). Per la serie Modeste et Pompon creata da Franquin, Mittéï ha fornito a Dino Attanasio le sceneggiature a partire dal 1966, prima di subentrare ad Attanasio nel 1969, prima sulle proprie sceneggiature, poi su quelle di Christian Godard, coadiuvato da Foal in Tintin8, fino al 1975. Le gag sono state raccolte in sei album pubblicati da Horus nel 1979. Per i numeri di Tintin8 dedicati al Natale, Mittéï ha dedicato un decennio (1961-1970) alla creazione delle copertine della rivista e di storie brevi su questo tema, sceneggiate da Greg, Yves Duval, Hachel e da lui stesso. Alcune di queste storie sono state raccolte in un album da Récréabull nel 1986.

#### Gli anni Settanta a Le Lombard
Nel 1972, insieme a Greg, disegna una storia di 30 tavole di media lunghezza in una serie intitolata Les Cascadeurs, che viene prepubblicata per capitoli in Tintin e non produce mai un albo. Nel 1975, alla scadenza del contratto per Modeste et Pompon, Henri Desclez, il nuovo caporedattore, scelse Griffo come suo successore e rifiutò anche Bonaventure, di cui fu comunque pubblicata una breve storia di tre tavole nel 1977,. Per il suo ex assistente Renoy, nel 1977 scrive la sceneggiatura del primo episodio della serie Nanouche con lo pseudonimo di Janeiro, e l'albo viene pubblicato da Le Lombard nel 1981.

### Passaggio a Spirou

#### Gli anni '70 a Spirou
Seron, suo ex assistente, deluso dalle sceneggiature di Albert Desprechins, lo chiamò a riprendere la serie Les Petits Hommes per Spirou, dando nuova vita alla serie con lo pseudonimo di Hao fino al 1981. Il 4 maggio 1972, la gag n. 715 di Gaston Lagaffe, disegnata da Franquin e firmata Hao, appare su Spirou n. 1777 e viene ristampata nell'album Gaffes, bévues et boulettes. Sempre per Boule et Bill, disegna alcune gag per Roba. Dal 1973 al 1975, scrive le sceneggiature di La Famille Fohal per Seron in Pif Gadget, e 2 album per Soleil con il nome di Famille Martin.
Nel 1974, Mittéï si unisce al suo ex assistente Marc Hardy per creare la serie Badminton, che viene pubblicata come storia successiva ai nn. 1898-1904 nel 1974 e ai nn. 1941-1945 nel 1975. L'album viene pubblicato dalle Éditions Michel Deligne nel 1979. Da parte sua, Walthéry si rivolge al suo vecchio amico Mittéï per alcune sceneggiature di Natacha, Double Vol (1975), L'Hôtesse et Mona Lisa (1977), Les Petits Miquets (1978), Le Grand Pari (1985), Les Culottes de fer (1986), e Mittéï disegnerà in seguito le scenografie di Cauchemirage e La Ceinture de Cherchemidi, e per un altro editore, Marsu Productions, nel 1989 e 1992. Mittéï propone un nuovo eroe, Bonaventure, un ragazzo sfortunato che subisce disastri quando si toglie gli occhiali. Bonaventure ha due storie brevi e due storie successive dal 1976 al 1983, e 2 albi apparsi nel 1981 e nel 1983. Su richiesta del suo editore Charles Dupuis, Mittéï iniziò ad adattare un'opera letteraria in un fumetto, Les Lettres de mon moulin di Alphonse Daudet, che realizzò da solo dal 1977 al 1984 e che fu ristampato in 3 albi nella raccolta "Les Meilleurs Récits du journal de Spirou" pubblicata da Dupuis (1979-1985). Il capitano Lahuche e la sua nave Le Tyran d'eau hanno vissuto le loro ultime due avventure di 44 pannelli sotto la penna di Mittéï e la matita di Francis nel 1976 e nel 1977, ma non è stato pubblicato alcun album.
Per Renaud, ha scritto la sceneggiatura di Myrtille, Vidpoche et Cabochar, una serie umoristica su un trio durata due storie (1978-1982), 2 album pubblicati da La Vache qui Médite nel 2013 e nel 2016. Dal 1979 al 1981, Mittéï ha scritto la sceneggiatura di Les Casseurs de bois, una serie di aeromodellismo per Arthur Piroton, coadiuvato da Francis Carin. La serie era composta da 3 storie e l'album è stato pubblicato da Point Image nel 1997.
A partire dal 1979, Mittéï si è associato a Laudec per creare la serie L'An 40, nota anche come Curé-la-Flûte (1979-1985), che comprendeva 6 storie brevi e 2 storie successive, ed è stata pubblicata in due album, prima da Dupuis (1985) e poi da MC Productions (1988).
Per il numero speciale di Natale 1979, in compagnia di Walthéry e Carin, disegna la doppia copertina retroilluminata e pubblica la storia natalizia in 6 tavole Le Père Noël et le ramoneur, oltre alla sceneggiatura di una storia in due tavole per Aurore et Ulysse di Pierre Seron.

#### Gli anni '80 in Spirou
Il 9 settembre 1982 appare La Rolls de 38, una storia di 11 tavole su Sophie disegnata da Jidéhem su sceneggiatura di Mittéï in Spirou n. 2317, ristampata nell'album Sophie et Compagnie.
Prudence Petitpas ritorna per quattro storie brevi disegnate da Jiem, un altro pseudonimo di Mittéï, dal 1984 al 1986.
Nel 1985, adatta a fumetti il racconto Le Fantôme de Marley di Charles Dickens, un autore che gli piaceva, ma un disaccordo con l'editore Philippe Vandooren costringe l'artista a condensare la fine della sua storia per limitare il numero di tavole a 24, cosa che lo irrita e porta alla cessazione della sua attività per il giornale Marcinelle. L'album è stato pubblicato da una piccola casa editrice, la B.D. Club de Genève, nel 1999.

### Cambio di editore
Mittéï realizza un trattato politico, Tchantchès, in forma di album per André Cools (Chambre des représentants, 1987). Quando Spirou rifiuta di pubblicare Zanzan, sabots d'or au pays des Sottais, Mittéï adatta un racconto vallone di Jean Bosly, che viene pubblicato da Dessain nel 1988 e tradotto in vallone.
Per l'associazione fondata da Coluche, disegna La BD en or des Restos du cœur (Johann Mohin, 1990).
Dopo alcuni progetti falliti: Cul de jatte, una serie di disegni del 1987, e Les Brins de zinc, le avventure dei membri di un aeroclub con la passione per gli aerei d'epoca, sono stati rifiutati da Le Lombard nel 1993, torna a decorare la serie Natacha nel 1989 e nel 1992. Nel 1990, Mittéï rende un omaggio grafico a François Walthéry nell'album collettivo Natacha. Spécial 20 Ans (Marsu Productions, 1990), che celebra il 20º anniversario della serie Natacha.
Fu contattato per rilevare Petit Noël di André Franquin, ma la sua scelta finale fu Le P'tit Bout d'chique30, quattro album per Marsu Productions (1994 e 1998), tra cui uno co-scritto da Michel Dusart.
Per La Souris et le dessinateur, ha diretto se stesso in una serie di gag domestiche pubblicate sulla rivista Visé nel 1999. Dodici di queste strisce sono state ristampate in Mittéï itinéraire BD di Grondal (2011). Nel 2000, ha reso omaggio a Will nel racconto États de Choc pubblicato da Aazimuth.

### Assistenti
Mittéï è aiutato da assistenti: Walthéry, Dany (1964-1966), Seron (1966-1968), Hachel (1968-1970), Marc Hardy (1970-1972), Pierre Renoy (1973-1974), Luc Warnant.
Walthéry ha detto questo di Mittéï: "Era un grande uomo, un grande insegnante. Spiegava le cose molto bene. Fare una mano, per esempio. Quando sai come fare una mano", diceva, "sai come fare tutto il resto". E non aveva torto. Morris me lo aveva sempre detto, e anche lui è uno specialista delle mani. All'epoca non sapevo che fosse così importante. Ecco, quindi, un consiglio del genere. In seguito, durante l'anno, ho continuato ad andare da lui. E poi si ammalò Géri, un disegnatore di Junior, bisognavaprepare un supplemento belga di buona famiglia che comprendeva le serie di Tintin. Così per 18 settimane c'è stata una sorta di interim. Ho persino dovuto interrompere un campo scout nel luglio 1962 per venire a fare una tavola che mi ha impegnato per tre giorni.
Dany parla di Mittéï: "Gli piacevano molto autori come Dickens e Daudet. Li ha adattati utilizzando le sue risorse. Ha avuto difficoltà ad affermarsi come autore di fumetti, ma era una persona affettuosa. A volte, quando il tempo era bello, lasciavamo il lavoro in ufficio e mi portava in campagna a fare acquerelli. Ho imparato molto da lui. Era un artista, ma purtroppo un po' scortese.
Per quanto riguarda gli illustratori, Attanasio parla di Mittéï: "Sì, il mio amico Mittéï ha disegnato le scenografie urbane de L'Oiseau de feu. Andavo fino a Liegi per portargli le tavole e ci facevamo due risate davanti a un drink. Non prendevamo la cosa sul serio. A un certo punto si è persino presentato con le mie tavole per cercare lavoro! In effetti, ha rilevato Modeste e Pompon subito dopo me

### Acquarellista
Mittéï dipinge anche, durante i suoi viaggi a Bruges (1949), Mechelen (1992), Eisden (1992), realizza anche il suo autoritratto a più riprese nel 1970, nel 1983 che intitola Autoritratto alla Notger, nel 2000. Per Mittéï l'acquerello è relax, una passione4. Mittéï dipingeva in mezzo alla natura, seduto al suo cavalletto, impegnato con i suoi acquerelli, prendendo come soggetto le immagini più belle e tipiche della regione. Per farlo, era spesso accompagnato dalla moglie e dai figli, con la sua auto nelle vicinanze - di solito un'auto "elegante", poiché era offeso dal fatto che tante auto di oggi non hanno più un'anima - affiancato da amici che lo osservavano. Mittéï realizzò un gran numero di acquerelli che furono venduti all'asta. Secondo il giornalista Jean Jour, Mittéï era un notevole acquerellista e un membro del Cercle des Beaux-Arts4. Fu anche un formidabile caricaturista,.

### Musicista
Mittéï è anche pianista e ha fatto parte del gruppo Foo Square Session, composto da musicisti della sua regione e di altre orchestre64 . Nell'agosto del 1963 sciolse il suo gruppo, che contava fino a nove musicisti e che esisteva da quindici anni, suonando un vasto repertorio di jazz, con Louis Armstrong e Glenn Miller, e di canzoni francese con Bourvil, Georges Brassens, Henri Salvador, Ray Ventura e molti altri. Mittéï era disgustato perché, secondo lui, la musica si stava deteriorando. Inoltre, l'abbigliamento stava cambiando: l'abito e la cravatta stavano lasciando il posto a jeans sbiaditi. Era l'epoca dei capelli lunghi e dello yéyé, che non apprezzava. Jean Mariette si allontanò dai concerti jazz e dai balli, ma continuò a suonare il pianoforte.

### Promuovere il talento
Grazie al suo incoraggiamento e ai suoi consigli, Mittéï lanciò la carriera di molti illustratori. Ha dato vita alla cosiddetta "Scuola di Cheratte " . In particolare Walthéry, Dany, Seron, Hardy, Hachel, Pierre Renoy, Bruno Di Sano e Laudec. Era implacabile nello spingere i giovani in cui credeva.

### La morte
Mittéï morì lunedì 16 aprile 2001 dopo una lunga malattia.

## Stile grafico
Secondo Patrick Gaumer, Mittéï è stato un artista prolifico che si è trovato a suo agio sia nel genere umoristico che in quello realistico, e il suo stile grafico rapido e nervoso e i suoi scenari efficaci lo hanno reso uno dei più degni rappresentanti del fumetto classico franco-belga. Per Jean Jour, Mittéi è "[...] un sostenitore della linea chiara, con un disegno a tutto tondo [...] che, con gli anni, raggiungerà la piena maturità nelle sue linee".

## Vita privata
Mittéï ha sposato Marie-Thérèse (detta Mithée) Hawaux il 23 dicembre 1954. La moglie è stata la fonte dei suoi due pseudonimi più usati: Mittéï, che prende il nome dal soprannome, e Hao dalla pronuncia del nome di famiglia. Dalla moglie nacquero Jean, George, Pierre e Gisèle ed ebbero otto nipoti. Mittéï, che aveva opinioni forti, era conosciuto come un uomo che gli piaceva vivere bene, che pensava molto ed era quindi un uomo accattivante, come diceva il suo borgomastro Marcel Neven. Per tutta la vita visse a Cheratte, che amava moltissimo.

## Opere

### Album
Serie come illustratore e sceneggiatore
- Bonaventura
- L'Indésirable Désiré
- Lettere dal mio mulino a vento
- Le P'tit Bout d'chique

Serie come illustratore
- Le 3 A si basano su una sceneggiatura di Michel Vasseur alias André-Paul Duchâteau, con Tibet che inchiostra i personaggi (e talvolta esegue alcune penne), poiché Mittéï non si sentiva a suo agio con i disegni realistici[74].
- Modeste et Pompon
- Rouly-la-Brise

Serie come sceneggiatore
- L'An 40 o Curé-la-Flûte
- Les Casseurs de bois
- La famiglia Martin
- Prudence Petitpas
- Myrtille, Vidpoche e Cabochar
- Sophie
- Natacha con Walthéry
- Les Petits Hommes con Seron sotto lo pseudonimo di Hao

Unica edizione
- Pipo con Walthéry
- Badminton en Amazonie con Hardy, Michel Deligne, 1979
- Les Bolides d'argent su sceneggiatura di Greg, Bédésup 1981[75]
- Le Capitaine Lahuche con Francis Bertrand, Bédésup, 1984

### Opere collettive
- Contes de Noël, Dupuis coll. "Les Meilleurs Récits du journal de Spirou", Marcinelle, 4º trimestre 1978 Scrittura e disegni: collettivi, tra cui Mittéï - Colori: collettivi -[76] Contiene in particolare - Le Secret de l'arbre tordu - Sceneggiatura: Hao - Disegno: Seron e - Rencontres de Noël - Sceneggiatura e disegno: Mittéï).
- C'era una volta... Les Belges[77],13[13], Le Lombard, Bruxelles, 1980 Sceneggiatura e colori: collettivo - Disegno: collettivo, compreso Mittéï,
- L'album è accompagnato da una litografia firmata e numerata (150 copie).
- 35 ans du Journal Tintin - 35 ans d'humour[78], Le Lombard, Bruxelles, settembre 1981. Sceneggiatura e colori: collettivo - Disegni: collettivo, tra cui Mittéï
- Spécial animaux - 7 capolavori divertenti, commoventi e teneri, Dupuis coll. "Les Meilleurs Récits du journal de Spirou", Marcinelle, agosto 1986. Sceneggiatura e colori: collettivo - Disegno: collettivo, compreso Mittéï[79]
- .Natacha - Spécial 20e anniversaire - Nostalgia, Marsu Productions, Monaco, febbraio 1990. Sceneggiatura: collettiva - Disegno: collettivo tra cui Mittéï - Colore: quadricromia - ISBN 2-907159-04-6
- Sceneggiatura: collettiva - Disegno: collettivo tra cui Mittéï - Colore: quadricromia[80], Partecipazione: Hommage à Walthéry.
- Rire c'est rire[81], F.I.R., 1995 Scrittura e colori: collettivo - Disegno: collettivo con Mittéï[82].

### Illustrazioni
- Illustrazione di Paul Damblon, L'Espace[83], Bruxelles, Le Lombard, serie "Chromos Timbre Tintin", 1964.
- Illustrazione di Jacques Sacré, Mémoire de Fée, Schortgen, serie "Légendes de nos villages", 1996.
- Copertina acquerellata Guy Fontaine, Les Mots wallons : cwatrinme cint, vol. 5, Bressoux, Dricot, 1999, 240 p[84][85].
- Illustrazione di André Sécretin, Un pêcheur, un homme comme les autres, Éditions Khani-RTBF Liège, 2001, 160 p.[86].
- Disegno di copertina di Jean-Pierre Vervier, Gilberte Vervier e Griffon, À table avec le caveau liégeois, Liegi, 2002, 74 p.

### Riviste e giornali
Giornale pubblicitario Corso café
- La Maison Forester79[87] basato su una sceneggiatura di Greg, storia inclusa nell'album Le Bolide maudit, Bédésup, 1981.

La Libre Junior
Per La Libre Junior, supplemento del quotidiano La Libre Belgique, realizza le copertine di Natale (fine anni Cinquanta) e di Pasqua (13 aprile 1960).
Edicole
I primi 22 albi della serie Natacha sono apparsi in edicola in un'edizione da collezione di Hachette intitolata La collection Natacha da febbraio 2018 a novembre 2018.
Manifesti
Mittéï ha disegnato il manifesto di Le Baron tzigane di Johann Strauss per il Théâtre royal de Liège e di Le Pont des soupirs di Jacques Offenbach per lo stesso teatro nel 1988. L'anno successivo, sempre per lo stesso teatro, disegna il manifesto dell'opera comica Les Saltimbanques di Louis Ganne.

## Dopo la morte
Sulle orme di Mittéï, nell'aprile 2011 è stato inaugurato un percorso lungo il quale una trentina di riproduzioni di opere di Jean Mariette sono collocate nel loro ambiente reale. Il percorso inizia in Rue Sabaré ad Argenteau ed è lungo 4,5 km o 4 km. Vengono proposte due passeggiate, la prima da Cheratte-Hauteurs a Cheratte-Bas, la seconda attraverso la valle della Julienne, che l'artista ha spesso raffigurato nei suoi acquerelli.

### Libri
- Henri Filippini, Paris, Bordas, 1989, 731 p., ill. (OCLC 1244909550, BNF 35065653), p. 529, 605.
- Patrick Gaumer et Claude Moliterni,«Mittéï», dans, Paris, Larousse-Bordas, 1998, 880 p., ill.; 29 cm ISBN 978-2-0352-3520-6 et 2-0352-3520-0, OCLC 270725728), p. 548.
- Jean-Louis Lechat, Un demi-siècle d’aventures t. 2 : 1970 - 1996, Bruxelles, Le Lombard, 5 décembre 1996, 224 p., ill. ISBN 280361233X, OCLC 37995939, BNF 37539082, presentazione online [archivio]), p. 10, 40, 59. .
- Patrick Gaumer «Mittéï» dans, Paris, Larousse, 2010, 953 p., ill.; 27 cm ISBN 978-2-0358-4331-9 et 2-0358-4331-6, OCLC 920924930, presentazione online [archivio]), p. 600. .
- Thierri Grondal, Mittéï itinéraire BD, Grondal coll. «Hommage», novembre 2011.
- Robert Bodson et René Gotfryd, dans, Blegny, Édition de Blegny-Mine, coll. « Comté de Dalhem », 2015, 394 p. (OCLC 1010417146, lire online [archivio]), p. 318-323.
- Gilles Ratier, Bruxelles, BD Must, 31 octobre 2021, 16 p..
- Philippe Mellot, Michel Denni, Laurent Turpin et Isabelle Morzadec, Paris, Les Arènes, novembre 2020, 1700 p., ill.; 23 cm ISBN 9791037502582, OCLC 1240308146), p. 60, 167, 212, 333, 421, 654, 658, 722, 750, 751, 775, 783, 865, 886, 918, 920, 981, 1045, 1235, 1275, 1326.
- «Portrait de Mittéï», dans, Visé, Colophon, 28 p., PDF (presentazione online [archivio])]), p. 15, 23. .

### Periodici
- Mittéï, «Si je n'étais dessinateur, j'aurais aimé être ...», Tintin, Le Lombard, no 51, 1962
- Michel Greg, «Qui fait votre journal ?», Tintin, Le Lombard, no 23, 1969
- Jean-Claude Faur, Les Bolides d'argent, Éditions & diffusion, 1er décembre 1981, 48 p. (ISSN 0224-9588), « Avant-propos », p. 3.
- Philippe Vandooren, «L'auteur de la semaine : Quand Bonaventure n'a pas de chance, ceux qui l'entourent manquent de bol !», Spirou, Dupuis, no 2334, 6 gennaio 1983, p. 3
- «Portrait de Mittéï», Hop ! Nostalgie BD, no 55, 1er trimestre 1993[1].

### Articoli
- Jean Jour, «Mittéi a rejoint le paradis de ses amis bédéistes», La Libre Belgique, 17 avril 2001
- Olivier Van Vaerenbergh, «RTBF Un hommage pompeux mais bienvenu à Mittéï : Un télétourisme pour l'auteur sans héros», Le Soir, 18 août 2001
- Paul Delforge, « Jean Mariette (alias Mittéï et Hao)» [archive], sur connaitrelawallonie.wallonie.be, 2012.
- François Walthéry (interviewé par Thierry Lemaire), ««François Walthéry : Je voulais vraiment faire ce métier-là. J’étais déterminé.»  », ActuaBD,
- Gilles Ratier, «Mittéï, bien trop sous-estimé… (prima parte)», BDZoom,
- Gilles Ratier, «Mittéï, bien trop sous-estimé… (seconda parte)», BDZoom,

### Vidéos on line
- La bande dessinée en Belgique [archive] sur sonuma.be, Franquin (Intervenant), Mittéï (Intervenant), Raymond Leblanc (Intervenant), Charles Dupuis (Intervenant), André Secretin (Journaliste) Antenne Soir (11:35 minutes), 26 décembre 1969.
- Mittéï, Walthéry et leurs voisins de Cheratte [archive] sur sonuma.be, François Walthéry (Intervenant), Mittéï (Intervenant), André Secretin (Journaliste) Antenne Soir (13 minutes), 12 mars 1972.
- Cheratte : une promenade hommage pour Mittéï [archive] sur RTC-Télé Liège, Réalisateur : Kevin Joris : Fannie Cornil, Antenne Soir (1:46 minutes), 12 avril 2011.

### Catalogo d'esposizione
- 1946-1971 Tintin et 25 ans de bandes dessinées, Publiart, Bruxelles, 1971